# Dominique Phinot
Dominique Phinot (* um 1510; † zwischen 1556 und 1561 wahrscheinlich in Lyon) war ein franko-flämischer Komponist und Sänger der Renaissance.

## Leben und Wirken
Dominique Phinot stammte wohl aus Frankreich, weil ihn der Humanist Gerolamo Cardano in seiner Schrift Thenoston (1561) als „Gallus“ bezeichnete; Französisch war offenbar auch seine Muttersprache. Über seine frühe Zeit und seine Ausbildung gibt es keine Informationen. Über sein Leben sind kaum Einzelheiten bekannt, es sind nur einige Rückschlüsse möglich. Den größeren Teil seines Lebens verbrachte er in Italien, worauf auch die Tatsache hindeutet, dass die meisten seiner Werke in Italien gedruckt wurden. Die frühesten Motetten von Dominique Phinot sind im Jahr 1538 in Venedig und Ferrara erschienen und neun fünfstimmige Motetten sind in die Sammlung Mutetarum divinitatis (1543) von G. A. Castiglione aufgenommen worden. Zwei Dokumente aus dem Archiv der Stadt Urbino, datiert auf den 26. März 1545 und auf den 20. November 1555, erlauben den Schluss, dass der Komponist bei Herzog Guidobaldo II. von Urbino angestellt war, dem Dominique Phinot im Jahr 1554 einen Motettenband gewidmet hat. Im Mai 1554 schlug ihn der Herzog für die Position des Kantors der dortigen Kathedrale vor. In Lyon wurden von den Verlegern G. und M. Beringen 1547/48 vier umfangreiche Einzeldrucke von Motetten und Chansons für vier bis acht Stimmen gedruckt; Phinots Motetten führten ganz allgemein zu großer Anerkennung seiner Fähigkeiten.
Seine Werke wurden von Antonio Gardano und Gerolamo Scotto in Venedig, von S. du Bosc in Genf, von Tielman Susato in Antwerpen sowie von Adam Berg und U. Neuber in Nürnberg nachgedruckt. In den späten 1540er Jahren hatte Phinot offenbar starke Bindungen zu Lyon, worauf Widmungsschreiben und Textstellen in den dort gedruckten Chansonbüchern hinweisen. Nachdem zwei seiner „Salmi a versi con le sue riposte“ (Psalmen), in denen die Strophen abwechselnd von Phinot und Jachet de Mantua vertont sind, in die Sammlung „Salmi vesperali“ (Venedig 1550) von Adrian Willaert aufgenommen worden sind, gibt es einen wohlbegründeten Rückschluss auf die Bekanntschaft Phinots im Kreis der venezianischen Komponisten um Willaert. Der erwähnte Humanist Cardano teilte auch mit, dass der Komponist in Lyon wegen Homosexualität hingerichtet wurde. Der letzte Nachdruck mit Phinots Kompositionen erschien 1618. Der Musiktheoretiker Hermann Finck stellte Phinot auf eine Stufe mit Nicolas Gombert, Thomas Crécquillon und Jacobus Clemens non Papa (Practica musica, Wittenberg 1556), der Kirchenmusiker Pietro Ponti (1532–1595) zitiert Phinots vorbildliche Verwendung musiktechnischer Mittel (Ragionamento di musica, Parma 1588), und der Musiktheoretiker Domenico Pietro Cerone (1566–1625), der Phinots Kompositionsweise besonders lobte, meinte sogar, dass selbst Palestrina im Stil Phinots schreiben würde (El Melopeo y Maestro, Neapel 1613).

## Bedeutung
Dominique Phinot sind insgesamt 2 Messen, 4 Magnificats, 2 Madrigale, über 60 Chansons und etwa 90 Motetten zugeschrieben. Seine achtstimmigen Motetten, zusammen mit seinen Lamentationen Jeremias, stellen zwischen dem polychoralen Stil im frühen 16. Jahrhundert und der echten Mehrchörigkeit am Ende der Renaissance ein entwicklungsmäßiges Bindeglied dar. Als Beispiel sei die Motette „Tanto tempore vobiscum sum“ angeführt, in der verschieden lange Passagen im Wechsel der Chöre vorkommen, das Abwechseln thematisch vereinheitlicht ist und Kontraste zwischen Polyphonie und Homophonie hergestellt werden, so dass ein echter doppelchöriger Dialog entsteht. Seine Kirchenmusik ähnelt auch der von Nicolas Gombert insofern, als seine dicht gewebte Mehrstimmigkeit von Imitation durchdrungen und bestimmt wird, beispielsweise in den Responsorienmotetten „Tua es potentia“ und „Beata es virgo“. Von späteren Komponisten wurden Phinots Motetten bewundert; deren Einfluss ist deutlich erkennbar in den Stücken „Ego sum“ und „Si bona suscepimus“ von Orlando di Lasso. Phinots doppelchörige Motette „Iam non dicam“ diente als Vorlage zu Parodiemessen von Jacob Handl und Bartholomäus Gesius, und die Motette „Sancta Trinitas“ gab die Vorlage zu der Messe von Michele Varotto (1563). Die Chansons von Dominique Phinot wenden die meisten zu seiner Zeit üblichen Kompositionstechniken an und enthalten eine Vielzahl von Formen, den Text auszudrücken. Die Themen reichen von Satiren auf klerikales Fehlverhalten bis zu Liebesliedern auf Texte von Catull und Ovid. Veröffentlicht wurden sie in zwei separaten Sammlungen in Lyon 1548.

## Werke
Gesamtausgabe: Dominici Phinot Opera Omnia, herausgegeben von Johann Höfler, Florenz / Neuhausen ab 1972 (= Corpus mensurabilis musicae Nr. 59)
- Messen
  - Missa „Quam pulchra es“ zu vier Stimmen, über eine Motette von Johannes Lupi
  - Missa „Si bona suscepimus“ zu vier Stimmen, über eine Motette von Claudin de Sermisy
- Motetten (in der Reihenfolge des Erscheinens)
  - „Exsurge, quare obdormis“ zu fünf Stimmen, 1538
  - „Ne derelinquas me, Domine“ zu fünf Stimmen, 1538
  - „Pater peccavi in caelum“ zu fünf Stimmen, 1538
  - „Spiritus meus attenuabitur“ zu fünf Stimmen, 1538
  - „O altitudo divitiarum“ zu vier Stimmen, 1538
  - „Osculetur me osculo oris sui“ zu vier Stimmen, 1538
  - „Virga Jesse floruit“ zu vier Stimmen, 1539
  - „Homo quidam fecit cenam“ zu fünf Stimmen, 1541
  - „Aspice Domini“ zu fünf Stimmen, 1543
  - „Ave virgo gloriosa“ zu fünf Stimmen, 1543
  - „Caecus sedebat secus viam“ zu fünf Stimmen, 1543
  - „Congregatae sunt gentes“ zu fünf Stimmen, 1543
  - „Deus in nomine tuo“ zu fünf Stimmen, 1543
  - „Illuxit nobis dies“ zu fünf Stimmen, 1543
  - „Non turbetur cor vestrum“ zu fünf Stimmen, 1543
  - „Videns dominus flentes“ zu fünf Stimmen, 1543
  - „Liber primus mutetarum quinque vocum“, Lyon 1547 und Venedig 1552
  - „Liber secundus mutetarum, sex, septem, et octo vocum“, Lyon 1548, darin unter anderem:
    - „Jam non dicam vos servos“ zu acht Stimmen
    - „O sacrum convivium“ zu acht Stimmen
    - „Sancta Trinitas“ zu acht Stimmen
    - „Tanto tempore vobiscum sum“ zu acht Stimmen

  - „Ego sum panis vitae“ zu fünf Stimmen, 1549
  - „Illuminare Hierusalem“ zu fünf Stimmen, 1549
  - „Angustiae mihi sunt undique“ zu vier Stimmen, 1549
  - „Tanto tempore vobiscum sum“ zu vier Stimmen, 1549
  - „Valde honorandus est“ zu vier Stimmen, 1549
  - „Vidi speciosam“ zu vier Stimmen, 1549
  - „Memor fui nocte nominis tui“ zu drei Stimmen, 1553
  - „Panis quem ego dabo“ zu fünf Stimmen, 1553
  - „Liber secundus mutetarum quinque vocum“, Pesaro 1554, Venedig 1555
  - „Cerne meos ergo gemitus“ zu sechs Stimmen, 1583, intavoliert
  - zahlreiche weitere Motetten auch in handschriftlicher Überlieferung
- Chansons
  - „Premier livre contenant trente et sept chansons“, Lyon 1548, darin unter anderem:
    - „Laissez cela“ zu vier Stimmen
    - „Taisez-vous donq“ zu vier Stimmen
    - „Adieu Loyse“ zu acht Stimmen
    - „Vivons, m’ayme“ zu acht Stimmen

  - „Second livre contenant vingt et six chansons“, Lyon 1548, darin unter anderem:
    - „Je l’hay perdu“ zu vier Stimmen
    - „Mort et amour“ zu vier Stimmen
    - „Quand je pense au martire“ zu vier Stimmen
    - „Par un trait d’or“ zu acht Stimmen
    - „Qu’est-ce qu’amour?“ zu acht Stimmen
- Madrigale
  - „S’in veder voi, madonna“ zu sechs Stimmen, 1541
  - „Simili a questi smisurati monti“ zu acht Stimmen, 1561